# Shasta Cascade

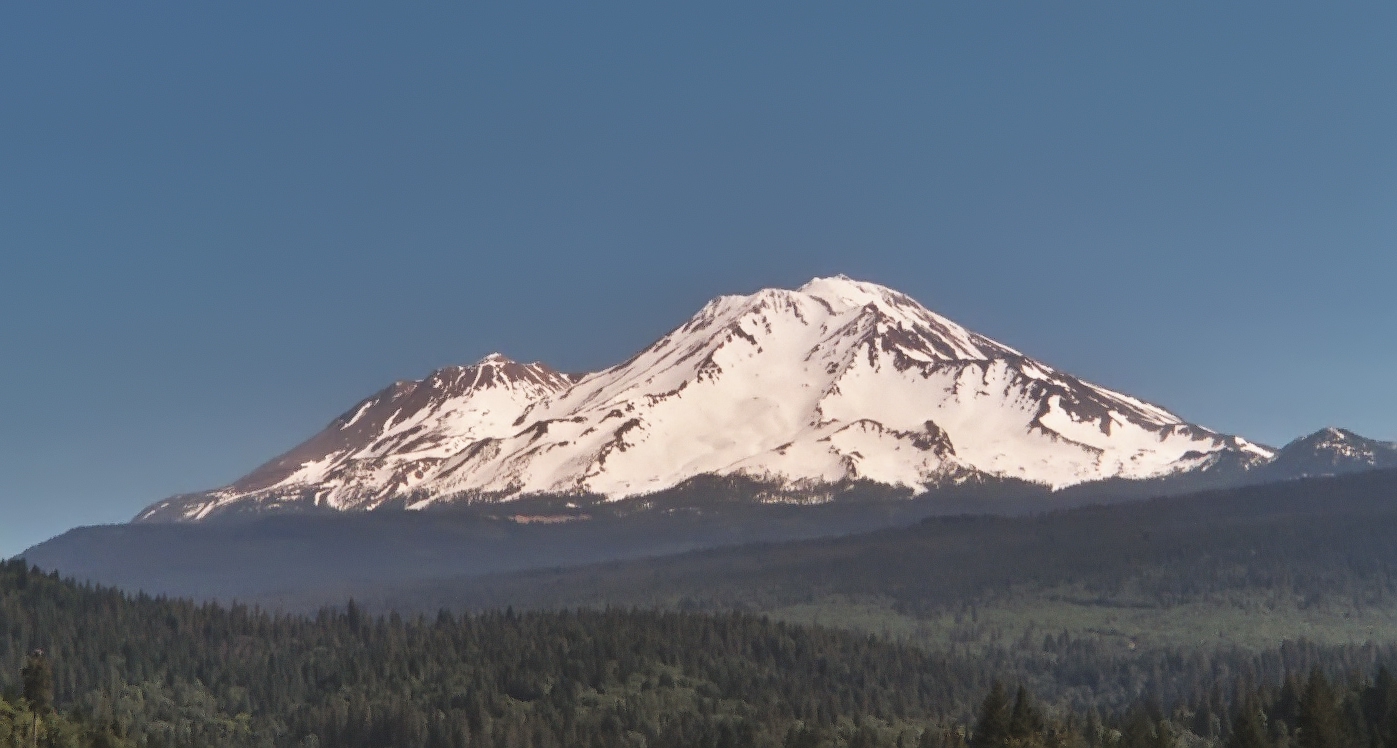
Mont Shasta, vu de Dunsmuir (Californie)

La région de Shasta Cascade est située dans les parties nord-est et nord-centre de l'État de Californie, situées en bordure de l'Oregon et du Nevada. Elle est connue pour ses nombreux lacs, rivières et chutes d'eau, ainsi que pour abriter le pic Lassen, l'un des deux seuls volcans actifs des États-Unis contigus, avec le mont Saint Helens.